# Ibu
Ibu fou un territori nadiu independent de Iorubalàndia, regit per un cap. Encara que estava en territori del regne d'Itebu, era considerat independent. Tenia al nord les terres d'Obu i Ikale; al sud la llacuna (lagoon); a l'est el poble ikonya (una tribu dels Ikale) i a l'est el riu Ofara que el separava de territoris d'Ijebu (amb les poblacions de Makun i Ibigi).
El 31 de maig de 1888 el cap d'Ibu va signar un tractat amb la Gran Bretanya que establia el protectorat.